# 福田幸之介
福田 幸之介（ふくだ こうのすけ、2005年8月11日 - ）は、大阪府大阪市東淀川区出身のプロ野球選手（投手）。左投左打。中日ドラゴンズ所属。

## 経歴

### プロ入り前
履正社高等学校では3年春の第95回記念選抜高等学校野球大会にエースとして出場。高知との初戦（2回戦）で先発登板して7回まで無安打と好投するも、8回にピンチを招いて降板し、救援した投手が逆転を許し敗れた。同年夏は背番号10となり、大阪大会決勝の大阪桐蔭戦では前田悠伍と投げ合い完封勝利した。第105回全国高等学校野球選手権大会では高知中央との2回戦に先発登板し、6回2失点で勝利。仙台育英との3回戦では7回途中から救援登板したが、8回に決勝点となるスクイズを許し敗れた。
2023年10月26日に開催されたドラフト会議にて、中日ドラゴンズから4位指名を受け、12月5日に契約金4000万円、年俸600万円で仮契約を結んだ（金額は推定）。背番号は36。

### 中日時代
2024年は左肩のコンディショニング不良などの影響で、二軍公式戦初登板は6月までずれ込んだ。ウエスタン・リーグで10試合に登板し、2勝3敗、防御率3.13の成績を残したが、一軍での登板機会はなかった。みやざきフェニックス・リーグでは開幕投手を務めた。オフの契約更改では15万円増の推定年俸615万円でサインした。秋季キャンプは翌年の春季キャンプ一軍メンバー入りも見据えて沖縄メンバー入りするも、初日に左脇腹の痛みを訴えて離脱した。
2025年2月の沖縄春季キャンプは二軍メンバーとなった。

## 選手としての特徴・人物
ストレートの最速は151km/h。持ち球にツーシーム、カーブ、スライダー、チェンジアップがある。
書道八段の腕前で、高校時代は帽子のつばに「轟」の文字を書き込んでいた。

## 詳細情報

### 背番号
- 36（2024年 - ）